# Idaea granulosa
Idaea granulosa là một loài bướm đêm trong họ Geometridae.